# OK Liga 2004-2005
L'OK Liga 2004-2005 è stata la 36ª edizione del torneo di primo livello del campionato spagnolo di hockey su pista; disputato tra il 1º ottobre 2004 e il 26 giugno 2005 si è concluso con la vittoria del Barcellona, al suo diciottesimo titolo.

## Stagione

### Formula
L'OK Liga 2004-2005 vide ai nastri di partenza sedici club; la manifestazione fu organizzata con un girone all'italiana, con gare di andata e ritorno per un totale di 30 giornate: erano assegnati tre punti per l'incontro vinto, un punto a testa per l'incontro pareggiato e zero la sconfitta. Al termine della stagione regolare furono disputati i play-off tra le prime otto squadre classificate; la vincitrice venne proclamata campione di Spagna. Le squadre classificate dal quattordicesimo al sedicesimo posto retrocedettero direttamente in Primera División, il secondo livello del campionato.

## Classifica finale stagione regolare
|                   | Pos. | Squadra         | Pt | G  | V  | N  | P  | GF  | GS  | DR   |
| ----------------- | ---- | --------------- | -- | -- | -- | -- | -- | --- | --- | ---- |
| Spagna (bandiera) | 1.   | Barcellona      | 83 | 30 | 27 | 2  | 1  | 162 | 55  | +107 |
|                   | 2.   | Reus Deportiu   | 63 | 30 | 20 | 3  | 7  | 100 | 55  | +45  |
|                   | 3.   | Igualada        | 53 | 30 | 16 | 5  | 9  | 99  | 74  | +25  |
|                   | 4.   | Noia            | 51 | 30 | 14 | 9  | 7  | 86  | 67  | +19  |
|                   | 5.   | Vilanova        | 43 | 30 | 12 | 7  | 11 | 79  | 87  | 8    |
|                   | 6.   | Vic             | 42 | 30 | 12 | 6  | 12 | 87  | 83  | +4   |
|                   | 7.   | Lloret          | 42 | 30 | 12 | 6  | 12 | 77  | 77  | 0    |
|                   | 8.   | Liceo La Coruña | 40 | 30 | 11 | 7  | 12 | 90  | 83  | +7   |
|                   | 9.   | Blanes          | 37 | 30 | 11 | 4  | 15 | 61  | 72  | -11  |
|                   | 10.  | Tenerife        | 35 | 30 | 9  | 8  | 13 | 85  | 98  | -13  |
|                   | 11.  | PAS Alcoy       | 33 | 30 | 10 | 3  | 17 | 78  | 110 | -32  |
|                   | 12.  | Voltregà        | 32 | 30 | 9  | 5  | 16 | 68  | 87  | -19  |
|                   | 13.  | Maçanet         | 32 | 30 | 7  | 11 | 12 | 81  | 101 | -20  |
|                   | 14.  | Vigo Stick      | 31 | 30 | 8  | 7  | 15 | 61  | 98  | -37  |
|                   | 15.  | Vila Seca       | 29 | 30 | 7  | 8  | 15 | 86  | 125 | -39  |
|                   | 16.  | Lleida          | 25 | 30 | 6  | 7  | 17 | 69  | 98  | -29  |

Legenda:
  Vincitore della Coppa del Re 2005.
  Partecipa ai play-off.
      Campione di Spagna e ammessa in CERH Champions League 2005-2006.
      Ammessa in CERH Champions League 2005-2006.
      Ammessa in Coppa CERS 2005-2006.
      Retrocessa in Primera División 2005-2006.
Note:
Tre punti a vittoria, uno a pareggio, zero a sconfitta.

## Play-off
|  | Quarti di finale | Quarti di finale | Quarti di finale | Quarti di finale | Quarti di finale | Quarti di finale | Quarti di finale |  |  | Semifinali | Semifinali    | Semifinali    | Semifinali    | Semifinali    | Semifinali | Semifinali |   |   | Finale | Finale     | Finale     | Finale | Finale | Finale | Finale |  |
|  |                  |                  |                  |                  |                  |                  |                  |  |  |            |               |               |               |               |            |            |   |   |        |            |            |        |        |        |        |  |
|  | 1                | Barcellona       | Barcellona       | Barcellona       | 6                | 5                | 5                |  |  |            |               |               |               |               |            |            |   |   |        |            |            |        |        |        |        |  |
|  | 8                | Liceo La Coruña  | Liceo La Coruña  | Liceo La Coruña  | 0                | 1                | 1                |  |  | 1          | Barcellona    | Barcellona    | Barcellona    | 5             | 2          | 3          |   |   |        |            |            |        |        |        |        |  |
|  | 4                | Noia             | Noia             | Noia             | 1                | 4                | 4                |  |  | 4          | Noia          | Noia          | Noia          | 1             | 1          | 2          |   |   |        |            |            |        |        |        |        |  |
|  | 5                | Vilanova         | Vilanova         | Vilanova         | 0                | 3                | 3                |  |  |            |               |               |               |               |            |            |   |   | 1      | Barcellona | Barcellona | 4      | 3(1)   | 0      | 5      |  |
|  | 2                | Reus Deportiu    | Reus Deportiu    | Reus Deportiu    | 2                | 6                | 3                |  |  |            |               | 2             | Reus Deportiu | Reus Deportiu | 2          | 3(0)       | 2 | 0 |        |            |            |        |        |        |        |  |
|  | 7                | Lloret           | Lloret           | Lloret           | 1                | 1                | 0                |  |  | 2          | Reus Deportiu | Reus Deportiu | Reus Deportiu | 2             | 5          | 3          |   |   |        |            |            |        |        |        |        |  |
|  | 3                | Igualada         | Igualada         | Igualada         | 5                | 2                | 3                |  |  | 6          | Vic           | Vic           | Vic           | 0             | 1          | 1          |   |   |        |            |            |        |        |        |        |  |
|  | 6                | Vic              | Vic              | Vic              | 6                | 3                | 8                |  |  |            |               |               |               |               |            |            |   |   |        |            |            |        |        |        |        |  |